# Les Grenouilles qui demandent un roi (film)
Pour la fable initiale, voir Les Grenouilles qui demandent un Roi.

Les Grenouilles qui demandent un roi  est un court métrage d'animation français de Ladislas Starewitch réalisé en 1922 et librement inspiré de la fable éponyme de Jean de La Fontaine

## Synopsis
Les grenouilles, ayant des problèmes avec l’état démocratique, demandent un roi à Jupiter. Celui-ci leur envoie un soliveau. Non contentes de leur souverain, les grenouilles lui demandent un roi qui se remue un peu. Jupiter leur envoie une grue, qui commence à les dévorer. En écoutant leurs nouvelles plaintes, Jupiter se fâche. 

## Fiche technique
- Titre : Les Grenouilles qui demandent un roi
- Réalisation : Ladislas Starewitch
- Scénario : Ladislas Starewitch d'après la fable de Jean de La Fontaine
- Animation : Ladislas Starewitch
- Pays : France
- Format : Muet - Noir et blanc - 1,33:1 - 35 mm
- Société de production :  Polichinei-Film
- Genre : Court métrage d'animation
- Durée : 16 minutes
- Année de sortie : 1922